# Maiden Voyage (album)
Maiden Voyage is het vijfde album en tweede conceptalbum van de Amerikaanse jazzpianist Herbie Hancock. Het werd op 17 maart 1965 opgenomen in de Van Gelder Studio in Englewood Cliffs en in april 1966 uitgebracht door Blue Note Records. Het album bevat twee jazzstandards: Maiden Voyage en Dolphin Dance.

## Tracklist en bezetting
1. Maiden Voyage - 7:53
2. The Eye of the Hurricane - 5:57
3. Little One - 8:43
4. Survival of the Fittest - 9:59
5. Dolphin Dance - 9:16

- Herbie Hancock - piano
- Freddie Hubbard - trompet
- George Coleman - tenorsaxofoon
- Ron Carter - contrabas
- Tony Williams - drums

## Productie
De gehele bezetting van Empyrean Isles werd opnieuw ingezet voor de opnames van Maiden Voyage, waarbij Freddie Hubbard zijn kornet verwisselde voor een trompet. Een nieuw lid was saxofonist George Coleman, die juist Miles Davis' quintet had verlaten. De solo's die hij in het album op tenorsaxofoon uitvoert worden tot zijn beste werk gerekend.
Volgens de archieven van Blue Note werden op 11 maart 1965 opnames gemaakt van Maiden Voyage, Little One en Dolphin Dance, zes dagen eerder dan de definitieve opnames. Freddie Hubbard speelde net als in Empyrean Isles op kornet en Stu Martin drumde in de plaats van Tony Williams. De opnames werden afgekeurd en zijn verloren geraakt.
Het album werd door Alfred Lion geproduceerd in de Van Gelder Studio in Englewood Cliffs. In 1998 remasterde Rudy Van Gelder de oude mono-opname naar een 24-bits stereo-opname, die het jaar daarop werd uitgebracht in de RVG Edition-serie van Blue Note.

## Thema en stijl
Maiden Voyage is Hancocks tweede conceptalbum en heeft veel overeenkomsten met Empyrean Isles, zijn vorige conceptalbum dat in het teken staat van een geheimzinnige eilandengroep. Deze mysterieuze sfeer komt terug in Maiden Voyage. In de hoestekst legt Hancock uit dat de muziek een poging was om de mystiek en de uitgestrektheid van de majestueuze zee weer te geven. De titel Maiden Voyage slaat op een term uit de scheepvaart dat slaat op de eerste reis van een schip, nadat het de dokken verlaat. De folklore kent veel legenden rond deze reis, waardoor het in de loop der tijd omringd is geraakt door bijgeloof.
De hoestekst van de originele uitgave werd deels geschreven door Nora Kelly, die ook de hoestekst voor Empyrean Isles schreef. Zij beschrijft de setting van elk van de vijf nummers. Het concept van de oceaan klinkt op verschillende manieren door in de muziek, zoals de ruimte die de solisten gebruiken en de trage dynamiek van het drumwerk van Tony Williams, die doet denken aan de golfslag op het strand.
De muziek op het album is aanmerkelijk ingetogener dan die op Empyrean Isles. Herbie Hancock liet de funk achterwege in de vijf melodieuze composities, maar liet veel ruimte voor improvisaties. Volgens recensenten biedt het album een perfecte balans tussen toegankelijke modale jazz en hard bop, uitgevoerd door een perfect samenwerkend kwintet. Toch waren de vijf nummers oorspronkelijk niet rond hetzelfde concept geschreven. Het titelnummer Maiden Voyage werd bijvoorbeeld gecomponeerd als achtergrondmuziek voor een televisiereclame. Little One schreef Hancock voor Miles Davis' album E.S.P. (1965) en past qua sfeer bij de rest van het album, al is het oceaanthema minder uitgewerkt.

## Ontvangst
Maiden Voyage wordt beschouwd als een hoogtepunt in zowel Hancocks carrière als in de ontwikkeling van de moderne jazz. Het album werd in 1999 door de National Academy of Recording Arts and Sciences opgenomen in de Grammy Hall of Fame.

## Latere versies
De jazzstandards Maiden Voyage  en Dolphin Dance bracht Herbie Hancock op een aantal van zijn latere albums opnieuw uit. Nieuwe uitvoeringen van Maiden Voyage  en Dolphin Dance verschenen in 1974 op Dedication. In 1981 werd Dolphin Dance opnieuw bewerkt voor het album Herbie Hancock Trio en Maiden Voyage verscheen in 1988 in een nieuwe versie op het album Perfect Machine.
Ook andere artiesten brachten opnames van de jazzstandards uit. Maiden Voyage verscheen onder andere op New Blood van Blood, Sweat, and Tears (1972), het livealbum Colorado '88 van Phish en Through the Looking Glass van Toto (2002). Dolphin Dance verscheen onder andere op  The Awakening van Ahmad Jamal (1971), A Secret Place van Grover Washington Jr. (1976) en  Kilowatt van Kazumi Watanabe (1989). Christian McBride, Nicholas Payton en Mark Whitfield brachten in 1997 hun versie van The Eye of the Hurricane uit op het album Fingerpainting: The Music of Herbie Hancock.